# Сладкие и порочные
Сладкие и порочные (англ. Sweet and Vicious) — американский телесериал, созданный Дженнифер Кейтин Робинсон для MTV. Сериал рассказывает о двух студентках, Джулс и Офелии, которые тайно действуют как линчеватели в кампусе, где происходят сексуальные нападения. В сериале рассматриваются эмоциональные последствия виктимизации, а также недостатки в системе правосудия в отношении отчетности.
The Hollywood Reporter объявил 8 сентября 2015 года, что MTV заказал пилот для сериала, который первоначально назывался Little Darlings (англ. Маленькие прелестницы) 14 декабря 2015 года Deadline Hollywood объявила, что MTV заказали все шоу. 21 апреля 2016 года MTV объявила, что сериал будет в их новой линейке шоу с финальным названием Sweet/Vicious .
Съемки сериала начались 4 мая 2016 года. Премьера шоу состоялась на MTV и в приложении MTV 15 ноября 2016 года.
28 апреля 2017 года канал MTV объявил, что сериал был закрыт после одного сезона.

## Актёры
Основные:
- Элиза Беннетт — Джулс Томас
- Тейлор Дирден[англ.] — Офелия Майер
- Брэндон Майчал Смит[англ.] — Харрис Джеймс
- Ник Финк — Тайлер Финн

Эпизодические:
- Дилан Макти — Нейт Гриффин
- Айша Ди — Кеннеди Кейтс
- Скайлер Дэй — Маккензи Далтон
- Парк Виктория как Габи Чо
- Линдси Чемберс как Фиона Прайс
- Мэтт Энджел[англ.] как офицер Майк Вич
- Стивен Фридрих — Эван
- Грег Уорсвик — Бартон
- Этан Доуз — Майлз Форрестер
- Макс Эрих как Лэндон Мэйс
- Корин Фокс[англ.] как Рэйчел
- Дрю Хелленталь как Томми Коуп
- Джеймс Макдональд как офицер Баллард
- Картер Дженкинс как Уилл Пауэлл
- Джеральд Дауни[англ.] как тренер Говард

## Отзывы
Несмотря на низкие рейтинги, шоу получило положительные отзывы и имеет 100 % рейтинг на Rotten Tomatoes по отзывам 10 критиков.